# Тінджа
Тінджа (араб. تينجة) — місто в Тунісі. Входить до складу вілаєту Бізерта. Станом на 2004 рік тут проживало 17 454 особи.